# Sephena albescens
Sephena albescens är en insektsart som först beskrevs av Walker 1870.  Sephena albescens ingår i släktet Sephena och familjen Flatidae. Inga underarter finns listade i Catalogue of Life.